# Jeanine Áñez
Jeanine Áñez Chávez (Trinidad (Beni), 13 augustus 1967) is een Boliviaans politica. Van 11 november 2019 t/m 8 november 2020 was ze waarnemend president van Bolivia.

## Politieke loopbaan

### Grondwetgevende vergadering (2006-2008)
In 2006 nam de dan 39-jarige Jeanine Áñez deel aan de verkiezingen voor de samenstelling van een grondwetgevende vergadering. Zij maakte deel uit van de politieke partij PODEMOS (Poder Democrático Social) van Jorge Quiroga Ramírez. 

### Senator van Bolivia (2010-2015)
In 2009 nam ze deel aan de nationale verkiezingen en werd senator voor Beni. Ze kwam op bij de politieke coalitie PPB-CN (Plan Progreso para Bolivia-Convergencia Nacional), op nationaal niveau geleid door Manfred Reyes Villa.

### Senator van Bolivia (2015-2019)
In 2014 nam Áñez opnieuw deel aan de verkiezingen. Ze kwam deze keer op bij de politieke coalitie UD (Unidad Demócrata), getrokken door Samuel Doria Medina. Ze werd aangesteld als tweede vicepresident. In november 2019 legde ze haar functie van senator neer om interim-president te worden van het land. 

### President van Bolivia (2019-2020)
Op 11 november 2019, na het aftreden van president Evo Morales, vice-president Álvaro García Linera, de voorzitter van de Senaat Adriana Salvatierra en van de voorzitter van de Kamer van volksvertegenwoordigers Víctor Borda, was Jeanine Áñez de hoogste in rang om het ambt van president op te nemen. Ze stelde zich beschikbaar om op te treden als voorlopig president (tot aan nieuwe verkiezingen in 2020). Om president te worden moest ze een meerderheid van de stemmen krijgen in de Senaat om aldaar voorzitter te worden. Grondwettelijk zou de voorzitter van de Senaat daarna dan beide Kamers samenroepen om over te gaan tot de aanstelling en eedaflegging van de nieuwe president. De meeste senatoren behoren echter tot de MAS (Movimiento al Socialismo), de partij van Evo Morales.  
Het vereiste quorum werd niet gehaald omdat de leden van de MAS de stemming verlieten. Daarop riep Áñez, met steun van het Grondwettelijk Hof (zoals in 2009 voor Evo Morales voor zijn derde ambtstermijn) zichzelf uit tot interim-president van Bolivia. Op 12 november werd ze geïnstalleerd als president. Korte tijd nadat ze verscheen op het balkon van Palacio Quemado, de zetel van de regering, werd haar presidentschap bekrachtigd door het Plurinationale Grondwettelijke Hof: haar aanspraak op het ambt was grondwettelijk. Ze werd de tweede vrouwelijke president na Lidia Gueiler Tejada. Adriana Salvatierra zei een dag later dat de proclamatie van het presidentschap niet wettelijk was. Op 13 november werd de samenstelling van het Kabinet van de regering bekendgemaakt. Áñez nam de controle over de politie en de strijdkrachten over.
Op 18 oktober werden in Bolivia verkiezingen gehouden die met ruime voorsprong door Luis Arce (MAS) werden gewonnen. Hiermee kwam een einde aan het presidentschap van Áñez.
In januari 2021 werd ze onder de nieuwe MAS-regering gearresteerd. Op 9 juni 2022 werd ze veroordeeld tot tien jaar gevangenisstraf wegens "het plegen van een coup". De aanklager had vijftien jaar cel gevraagd.

## Privé
Ze is gehuwd met de Colombiaanse politicus Héctor Hernando Hincapié Carvajal.